# 中共中央西南局縉雲山辦公地舊址
中共中央西南局縉雲山辦公地舊址位於重慶市北碚區縉雲山杉木園，含劉伯承、鄧小平、賀龍舊居，文物遺址年代為1952年，2009年12月15日列為第二批重慶市文物保護單位。